# Pinocarvon
Pinocarvon ist ein Terpenoid. Strukturell handelt es sich um ein bicyclisches Keton.

## Vorkommen

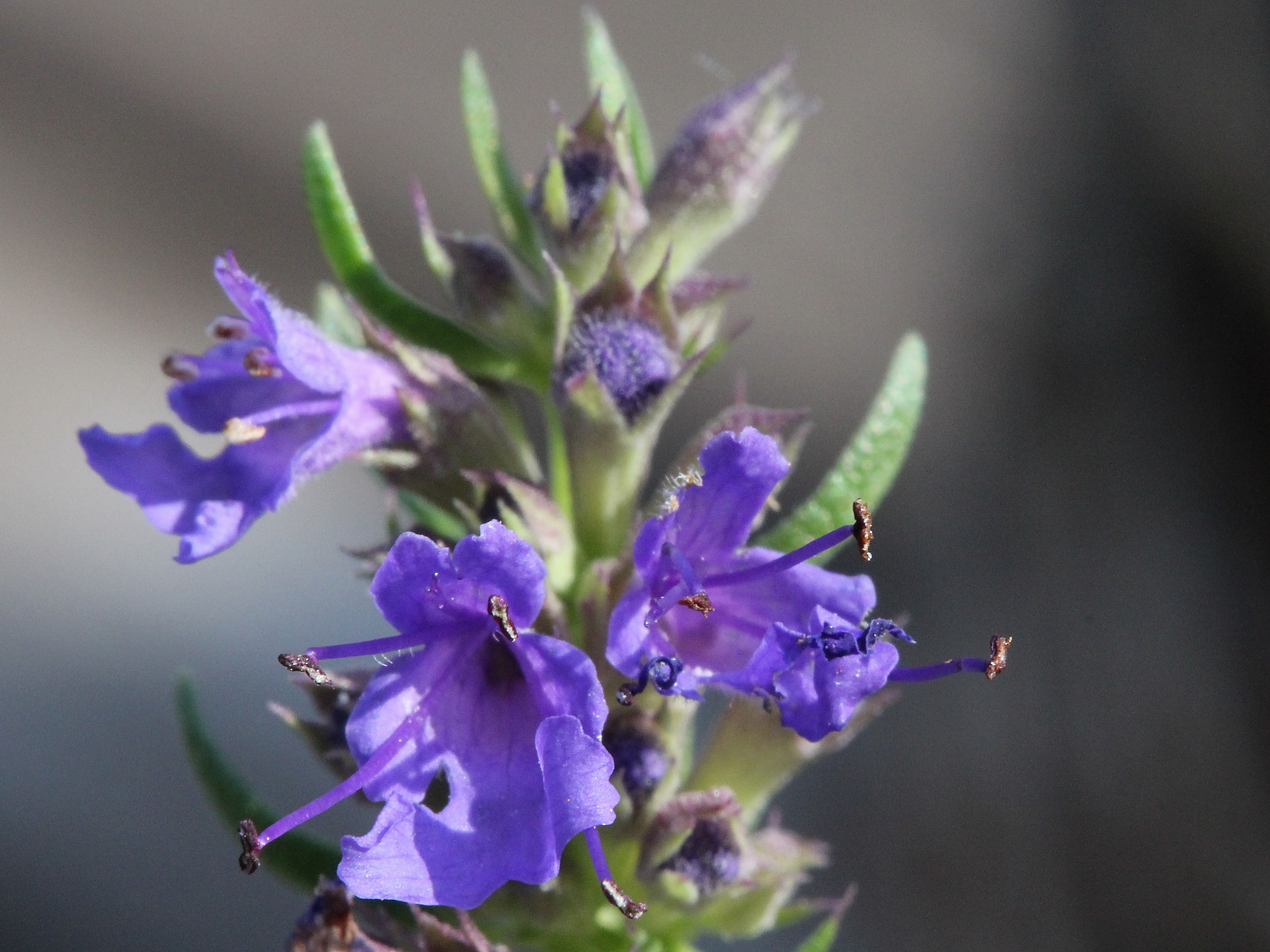
Ysop-Pflanze

Pinocarvon ist ein wichtiger Bestandteil im ätherischen Öl von Eucalyptus globulus. Es kommt außerdem zu einigen Prozent in ätherischen Ölen von anderen Eucalyptus-Arten vor. In mehreren Studien wurde es als Bestandteil von 25 % oder sogar 36 % in Ysop-Öl nachgewiesen.
Pinocarvon ist außerdem neben Frontalin, Verbenon und Myrtenol in Pheromonen des Western Pine Beetle (Dendroctonus brevicomis) enthalten.

## Eigenschaften und Reaktionen
Unter Einfluss von Licht oder Wärme polymerisiert Pinocarvon mittels Reaktion seiner Doppelbindung zu einem Harz. Die Polymerisation kann auch gezielt durchgeführt werden, indem die Verbindung beispielsweise in Anisol erhitzt wird.